# جيروم هاريسون
جيروم هاريسون (بالإنجليزية: Jerome Harrison)‏ هو لاعب كرة قدم أمريكية أمريكي، ولد في 26 فبراير 1983 في كالامازو في الولايات المتحدة.

## وصلات خارجية
- جيروم هاريسون على موقع مرجع كرة القدم المحترفة.كوم (الإنجليزية)